# فیلیپ توماس
فیلیپ توماس (به انگلیسی: Philip Thomas) سناتور سابق عضو حزب دموکرات ایالات متحده آمریکا بود. وی در سال ۱۸۶۷ تا ۱۸۶۸ میلادی سناتور ایالت مریلند در سنای ایالات متحده آمریکا بود.